# Armand Pelletier
Armand Pelletier est un sportif et militant sourd français, né le 15 mai 1933 à Montcet et mort le 24 juin 2016 à Louhans. Connu au sein de la communauté sourde pour sa médaille d'argent aux Deaflympics en 1957 et son implication dans le développement du ski pour les personnes sourdes, il a activement participé au développement de la culture sourde. Engagé dans la préservation et la mise en valeur de l'histoire des sourds en France, il a notamment créé le musée d'histoire et de culture des sourds à Louhans, ville natale de Ferdinand Berthier.

## Biographie
Armand Pelletier naît sourd le 15 mai 1933 à Montcet, dans une famille paysanne de douze enfants,. Il a deux frères, Ernest et Gilbert, également sourds[réf. nécessaire].
En 1957, il remporte la médaille d'argent du quinze kilomètres aux Deaflympics d'été.
De son mariage avec Yvette, il a quatre enfants sourds de naissance : Pierre, Brigitte, Caroline et Mireille. Tous ont participé aux compétitions de ski sourds, ainsi que leurs enfants. La figure sourde Adrien Pelletier est le neveu d'Armand Pelletier.
En 1995, installé à Louhans après sa retraite, il fonde l'association Culture et langue des signes. Cette dernière a pour objectif de faire connaître au public la culture sourde et notamment le rôle central de Ferdinand Berthier pour son développement.
En 2006, il publie un livre coécrit avec l'ethnologue Yves Delaporte. À travers l'autobiographie d'Armand Pelletier, ce livre décrit la vie d'une personne sourde et retrace les combats menés pour le développement de la culture sourde.
En 2013, son association et lui finalise la création d'un musée consacré à la culture sourde dans la ville de Louhans.
Le vendredi 24 juin 2016, Armand Pelletier meurt de maladie à Louhans. Dans les jours suivants, Michel Moureau, le président de l'association Culture et langue des signes, lui rend hommage regrettant la perte d' « un grand militant de la cause des sourds ».

## Sport

### Athlétisme
Ancien élève de l'école des sourds de la Croix-Rousse puis de l'institut de Chambéry, il y découvre sa passion pour la course à pied. Il participe alors à plusieurs championnats de cross-country régional avec les entendants et aux championnats de course de France et d'Europe avec les sourds.
En 1953, il participe pour la première fois aux Deaflympics d'été à Bruxelles en Belgique, mais il revient sans médaille. Il y retourne 4 ans plus tard, à Milan, où il remporte une médaille d'argent pour la course à pied de 15 km.

### Ski
En 1965, Armand Pelletier introduit le ski chez les sourds français en devenant commissaire fédéral de Ski des Sourds de la Fédération Sportive des Sourds de France. Il est également directeur de l'équipe de France des sourds et fonde en 1970 le ski-club des sourds de France.
Pendant sa présidence et jusqu'en 1980, il organise le Championnat d'Europe de ski alpin des sourds aux Arcs en 1973, et les Deaflympics d'hiver à Méribel en 1979.

## Militant pour la culture sourde

### Engagement associatifs
Armand Pelletier s'est montré très actif dans le développement associatif de la communauté sourde. Ses engagements sportifs l'ont notamment poussé dans des postes à responsabilités dans des associations comme l'Olympique silencieux de Chambéry ou la Ligue sportive des sourds du Rhône-Alpes Bourgogne Auvergne.Toutefois, son action s'est étendue au-delà de ce milieu pour toucher l'ensemble de la culture sourde (Association des anciens élèves de l'Institut national des jeunes sourds de Cognin, Amicale des sourds des deux Savoie, Maison savoyarde des sourds). Intéressé  par la transmision de la culture et du patrimoine sourd, il œuvra en tant que conseiller de la Fédération nationale des sourds de France pour la création d'une section « Patrimoine ».

### Histoire de la culture sourde: l'héritage de Ferdinand Berthier
En 1981, il vient habiter à Louhans, la ville natale du grand défenseur de la cause sourde Ferdinand Berthier. Il fonde l'association Culture et langue des signes Ferdinand Berthier (CLSF Berthier). Outre la transmission du rôle de Ferdinand Berthier, l'association diffuse la langue des signes dans tout le sud de la Bourgogne. Armand Pelletier devient d'ailleurs formateur en LSF après sa retraite.
L'association et Armand Pelletier entretiennent la mémoire de Ferdinand Berthier et font connaître son action, y compris chez la population entendante.
En 1996, une fête est organisée à Louhans pour commémorer les 110 ans de sa naissance.
En 1999, plusieurs aménagements urbains en son honneur voient le jour. Trois plaques commémoratives sont ainsi disposées à Sagy où Ferdinand Berthier est inhumé. Surtout, un buste réalisé par l'artiste sourd Jean-Pierre Malaussena est installé dans la rue Edgar Guigot à Louhans.

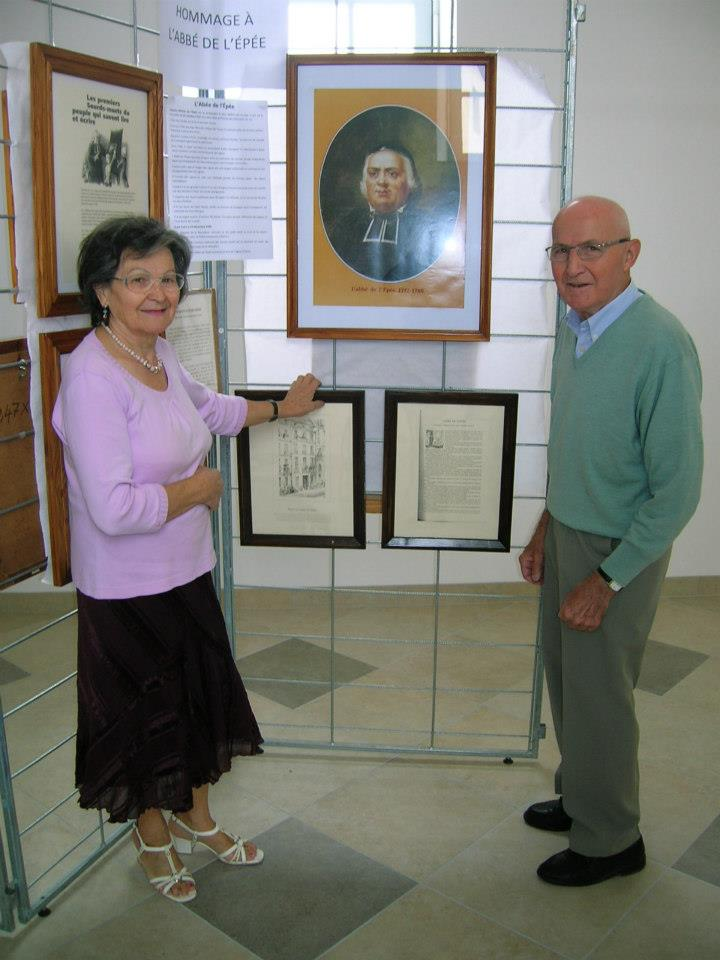
Armand Pelletier et sa femme Yvette au musée d'histoire et de culture des sourds.

En 2013, après treize années de travail, il inaugure avec sa femme Yvette, Yves Delaporte et les membres de son association, le musée d'histoire et de culture des sourds,. Installé dans une annexe de l'Hôtel-Dieu de Louhans, où le père de Ferdinand Berthier exerçait les fonctions de chirurgien, le musée expose une collection de tableaux, écrits et photographies retraçant l'histoire et le patrimoine des sourds. Une attention particulière est portée sur les actions entreprises par Ferdinand Berthier pour favoriser l'apprentissage des jeunes sourds et l'organisation de la communauté sourde française.

## Parcours, hommages et distinctions

### Deaflympics
- Deaflympics d'été de 1957
  -  Médaille d'argent sur l'épreuve d'athlétisme du 1 500 m.

### Parcours sportifs

#### Entendant
- Champion de Savoie (F.F.A.) du cross-country
- Champion des Alpes F.F.A. du cross-country
- Champion de Savoie de 3 000 m, 1 500 m, etc.
- Sélection en équipe de la Ligue des Alpes F.F.A. pour le 3 000 m

#### Sourd
- Champion de France des sourds du cross-country
- Champion de France des sourds de 400 m, 1 500 m, 50 000 m, 10 000 m
- 2 sélections en équipe de France aux Deaflympics d'été
- Champion d'Europe des sourds de cross-country

### Distinctions

#### Entendant
- 1969 : Médaille d'honneur de la Jeunesse et des Sports
- 1974 :  Médaille de la jeunesse, des sports et de l'engagement associatif, argent
- 1979 : Médaille du Mérite Sportif du Comité régional de Savoie de ski de la Fédération française de ski
- 1984 :  Chevalier de l'ordre des Palmes académiques

#### Sourd
- 1968 : Diplôme du meilleur dirigeant par la Fédération sportive des sourds de France (F.S.S.F)
- 1977 : Diplôme d'honneur par la Ligue (R.A.B.A.)
- 1978 : Diplôme « Pour ses services rendus à la cause du Sport des Sourds » par la F.S.S.F

## Ouvrage
- 2002 : Armand Pelletier et Yves Delaporte, Moi, Armand, né sourd et muet..., Éditions Plon, coll. « Terre humaine » puis Réédition Pocket  (ISBN 9782266160261)

### Documentation
- [télévision] Documentaire Écrit sur la mémoire, réalisé par Sylvie Deleule pour le magazine de France 5 « L'œil et la main »
- Musée d'histoire et de culture des sourds
- (en + fr) « https://www.deaflympics.com/Deaflympics »(Archive.org • Wikiwix • Archive.is • Google • Que faire ?)